# São Sebastião (Distretto Federale)
São Sebastião è una regione amministrativa del Distretto Federale brasiliano.